# Arend Jan van Driesten

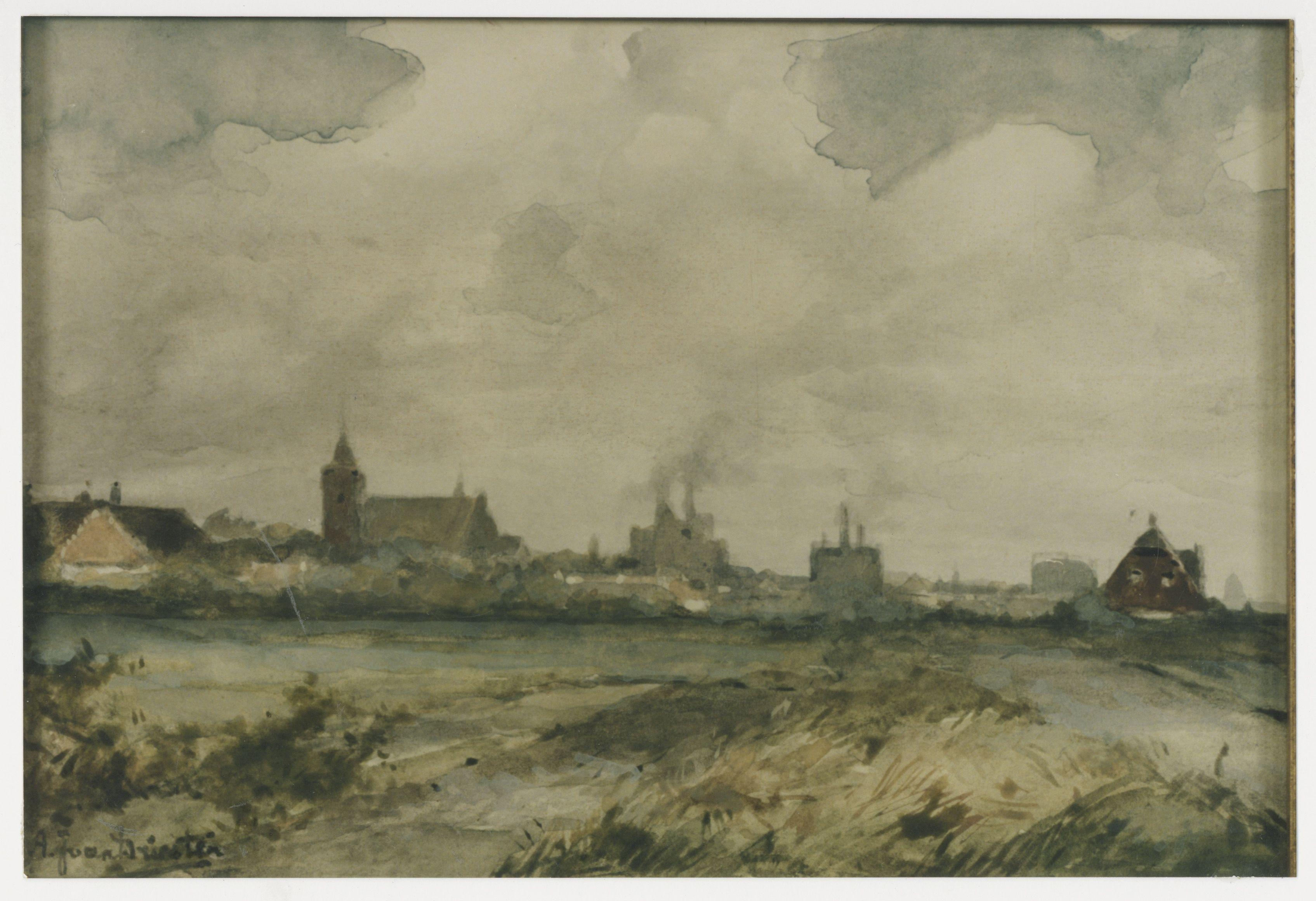
Gezicht op Leiden vanaf de Zijl, aquarel (circa 1930)

Arend Jan van Driesten, (Leiden, 12 april 1878 - Oegstgeest, 5 januari 1969), was een Nederlands kunstschilder.

## Jeugd
Van Driesten was een zoon van Albertus Willem Jacobus van Driesten en Jeannette Jacqueline Peltenburg. Hij trouwde in 1911 met Cornelia de Jong. Zijn vader was ambtenaar van de burgerlijke stand bij de gemeente Leiden en daarnaast een amateur-aquarellist, die zelf het liefst kunstschilder was geworden. Deze beroepskeuze was echter niet acceptabel in zijn familie. Wel bleef hij zijn hele leven schilderen voor de hobby en onderhield ook contacten met kunstenaars en kunstliefhebbers. In de negentiger jaren was hij tevens kunstcriticus van het Leidsch Dagblad. Van Driesten Sr. legde zich er op toe zijn liefde voor kunst over te brengen op zijn zoon. Hij won deskundig advies in over de aanleg van hem, en werd van mening dat hij schilder moest worden toen dit advies positief bleek.

De basisbeginselen van het schilderen werden A.J. van Driesten door zijn vader bijgebracht. Hiernaast ging hij later ook tekenonderwijs volgen bij Ars Aemula Naturae. Over zijn opleiding schreef Van Driesten zelf het volgende: 
Geen les gehad, doch steeds door mijnen vader [...] aangemoedigd en gesteund. Mij als jongen mee nam op lange wandelingen en steeds gelijk op heden vol liefde was voor alles wat op kunst betrekking heeft.
 Rond 1896 raakt Van Driesten bevriend met kunstschilders Chris en Laurent van der Windt. Een jaar later stuurt Van Driesten Sr. hem naar Renkum om daar in de leer te gaan bij Théophile de Bock. Hij moest daar voornamelijk allerlei klusjes doen voor De Bock maar kreeg geen schilderslessen, hoewel hij hier wel het belang van schoon gereedschap en een zorgvuldige voorbereiding leerde. Via het netwerk van De Bock krijgt kunstschilder Jacob Maris het werk van Van Driesten onder ogen, die de studies van hem uitnemend vond. Maris was van mening dat Van Driesten beter een volwaardige technische opleiding zou kunnen nemen en stoppen bij De Bock. Van Driesten was zelf wel van mening veel te hebben gehad aan De Bock.

## Stijl
Van Driesten wordt beschouwd als nestor van de Leidse School, wat ook wel het Leids Impressionisme wordt genoemd. Hij begaf zich in kunstkringen die als behoudend te boek stonden en zijn werk viel bij kopers in de smaak, waardoor hij zijn werk geen andere wending hoefde te geven. Hij had een nostalgisch wereldbeeld en had niet de drang om een avant-gardistisch kunstenaar te zijn. Toch had hij een echte eigen stijl, zoals kunstschilder Piet Herfst het formuleert:
"Een "Van Driesten" geeft nooit aanleiding tot associaties met werk van grote voorgangers. [...] Zoals in alles blijft hij in zijn werk eerlijk en oprecht." Hij had een voorliefde voor het schilderen van landschappen. Over het algemeen wordt hij gezien als een landschapsschilder die trouw is aan de impressionistische principes van de Haagse School. Van deze school waren zijn inspiratiebronnen voornamelijk Jacob Maris en Willem Roelofs.
Over de stijl van Van Driesten schrijft Marina van Dongen: "Vaak overheerst een zekere dramatiek: donkere silhouetten van kerktorens tegen de horizon; luchten die zwaar drukken op kleine, lommerrijke dorpjes. Zware slagschaduwen. Als een echte Haagse Scholer schildert hij zijn landschappen ruim. [...] Van Driesten reserveert meestal een deel van zijn doek voor een opening naar de horizon." Van Driesten gaf zijn eigen invulling aan het impressionisme. Volgens Willem Maris was hij een van de weinigen uit zijn tijd die wel wist hoe een typische Hollandse lucht geschilderd dient te worden. Tot op heden spreken kunstliefhebbers nog over een "Van Driesten-lucht". Hij was de enige van de Leidse School die koos voor grote formaten schilderijen. Hij schildert weliswaar vaak in de buitenlucht, maar dit zijn vaak niet de eindproducten. Regelmatig werkte hij zijn studies in zijn atelier uit.
- Biografisch Portaal: 36848977
- Gemeinsame Normdatei: 130898716
- International Standard Name Identifier: 0000 0000 6687 7113
- Library of Congress Control Number: nr2005012868
- Nederlandse Thesaurus van Auteursnamen: 168986779
- RKD-Nederlands Instituut voor Kunstgeschiedenis: 24245
- Système universitaire de documentation: 084537922
- Union List of Artist Names: 500084702
- Virtual International Authority File: 50344159
- WorldCat: E39PBJjtfhYgB666VwGCCX6qcP